# Der Linkshänder (1984)
Der Linkshänder (L’Arbalète) ist ein französischer Film von Sergio Gobbi aus dem Jahr 1984 mit Daniel Auteuil in der Hauptrolle.

## Handlung
Die Geschichte handelt von Konflikten und Kämpfen zwischen ethnischen Gruppen in den Straßen von Paris. In der Vergangenheit war Vincent Teil dieser ethnischen Gruppen und ist ein ehemaliger geringfügiger Straftäter. Jetzt wird er Polizeiinspektor beim Sittendezernat und wird vom Divisionskommissar Rigault beauftragt, diese Gruppen zu infiltrieren und wie in der Vergangenheit ein Hooligan zu werden. Mit Hilfe der Armbrust, einer Prostituierten und unter Drogen stehenden Frau, widersetzt sich Vincent Falco, einem rassistischen Polizisten und Unterstützer des harten Weges. Doch er kann ein Blutbad nicht verhindern.

## Kritik
„Überaus harter Actionfilm, dem es weniger um die Anprangerung des Drogenhandels als um die Mobilisierung von Emotionen gegen – kraß überzeichnete – ungesetzliche und unmenschliche Polizeimethoden geht.“ – Filmdienst.